# Hospital de San Juan (Angers)
El hospital de San Juan (en francés: l'hôpital Saint-Jean) es un antiguo hospital medieval de Francia, un monumento del gótico angevino de Angers (Maine-et-Loire). El hospital de San Juan albergó hasta 1870 el Hôtel-Dieu de Angers, uno de los hospitales más antiguos del país que aún existía en ese momento.
El hospital de San Juan fue objeto de una clasificación como monumento histórico en la lista de 1840.

## Historia

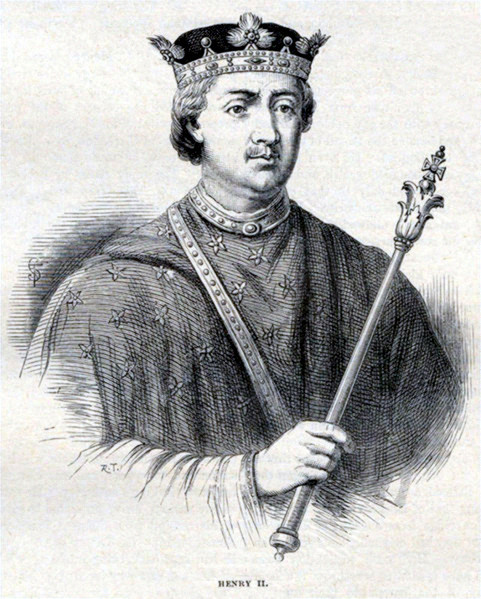
Enrique II Plantagenêt

En 1175, Étienne de Marsay, senescal de Anjou, fundó en Angers al borde del río Maine un hôtel-Dieu: el hospital de San Juan. Obedecía así a la petición de Enrique II Plantagenêt, rey de Inglaterra y conde de Anjou, deseoso de expiar el asesinato de Thomas Becket.
El hospital estuvo dirigido desde sus inicios por clérigos. Pero en el siglo XVII, la situación se estaba deteriorando y los ciudadanos de Angers decidieron tomarlo a su cargo.
Desde el siglo XVII al siglo XIX, tenía capacidad para acoger hasta 500 pacientes. Pero con la construcción del hospital de Santa Margarita, perdió su función hospitalaria. Convertido en depósito y luego en museo arqueológico en 1874, albergó incluso un tiempo el avión del pionero René Gasnier. Una vez más en desuso, alberga desde 1967 el tapiz del Chant du monde y se convirtió en el museo Jean-Lurçat y de la tapicería contemporánea.

## Descripción de las edificaciones

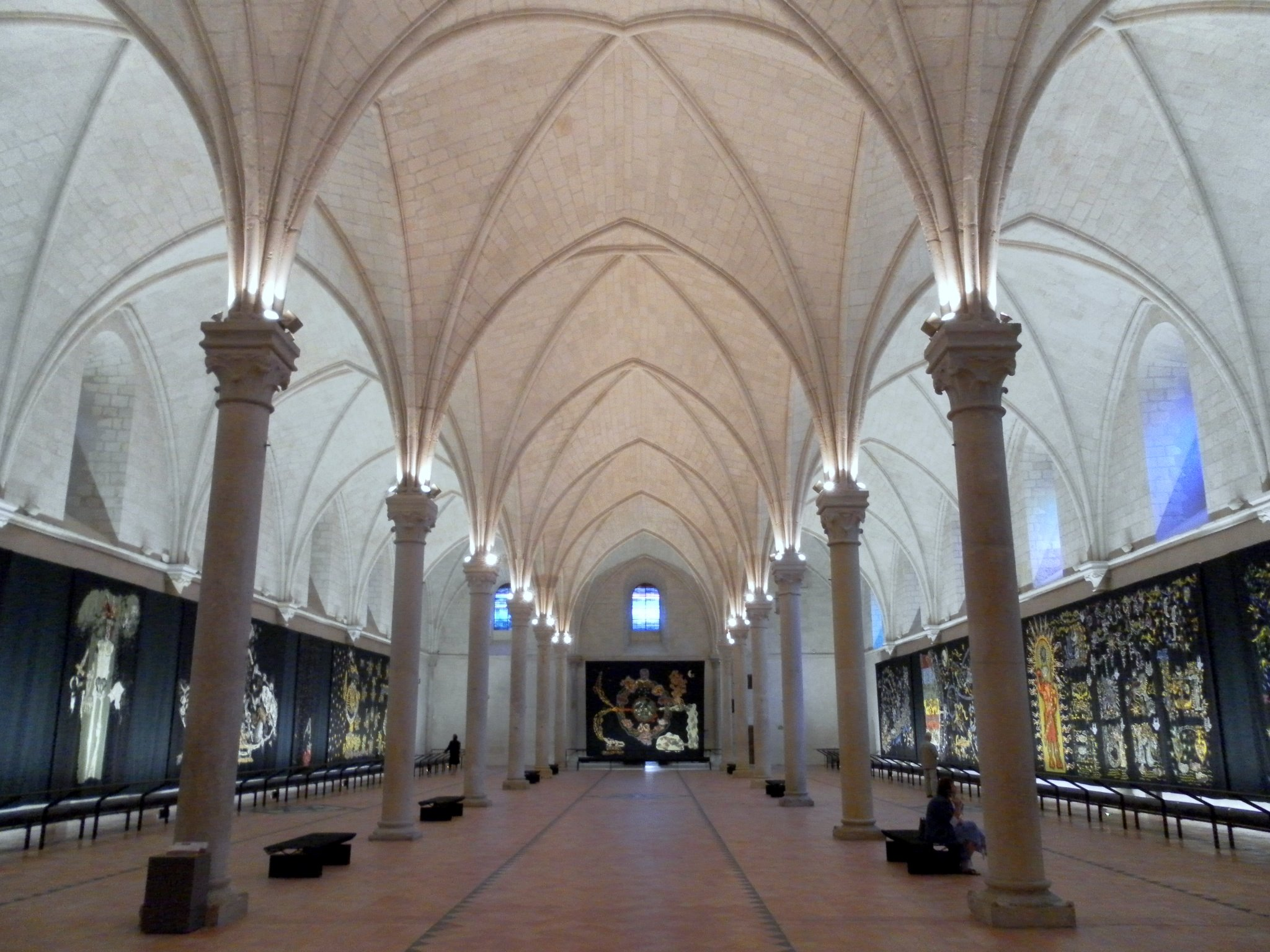
Gran sala de enfermos, donde está dispuesto hoy el tapiz del Chant du monde

El hospital de San Juan es un testimonio medieval de la arquitectura del gótico angevino. En la actualidad aún se conservan una serie de edificios medievales: 
- la gran sala de los enfermos de este antiguo hospital (60 m de largo y 22,50 m de ancho) está dividida en tres naves. Las ojivas sostiene las bóvedas que le dan la apariencia típica del gótico angevino o gótico Plantagenet;
- la botica del siglo XVII;
- el claustro;
- la capilla;
- las bodegas;
- las cavas;
- los graneros, apodados los «greniers Saint-Jean», reserva de alimentos del antiguo Hospital de San Juan.

Detalles del hospital de San Juan
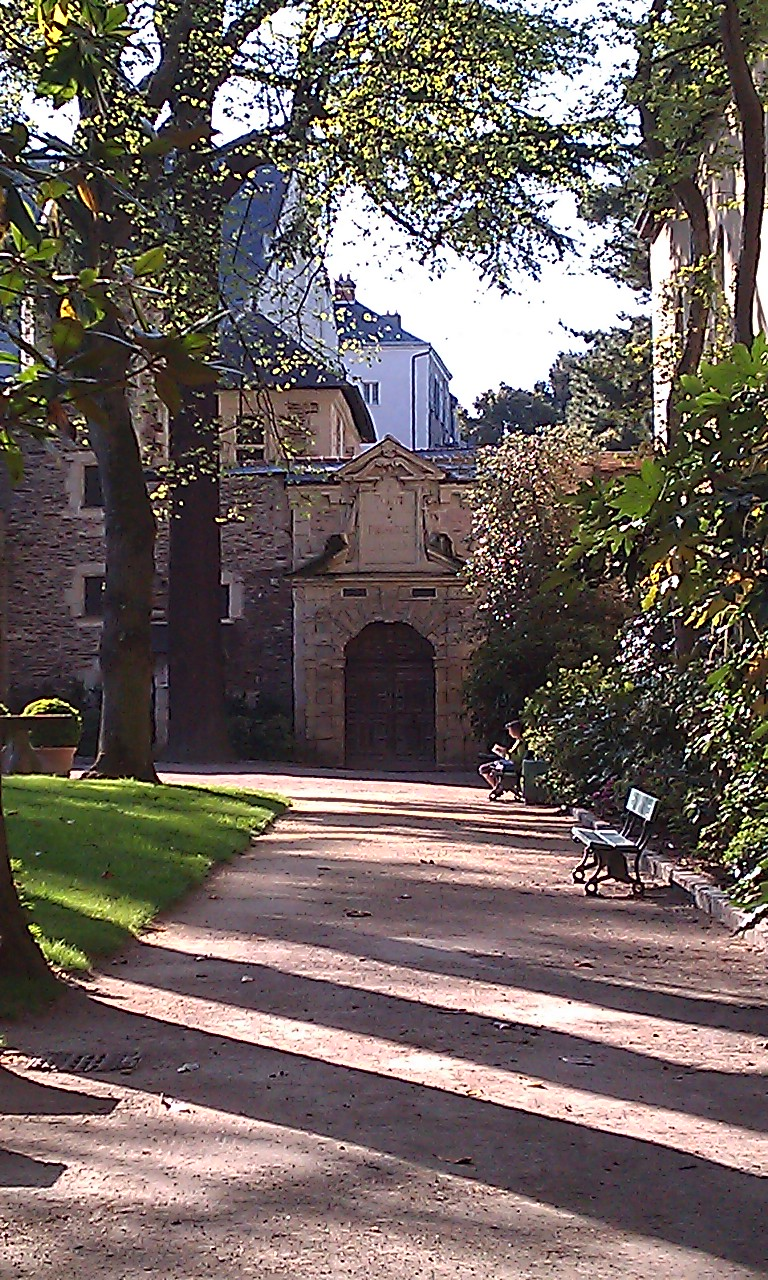
Jardín contiguo
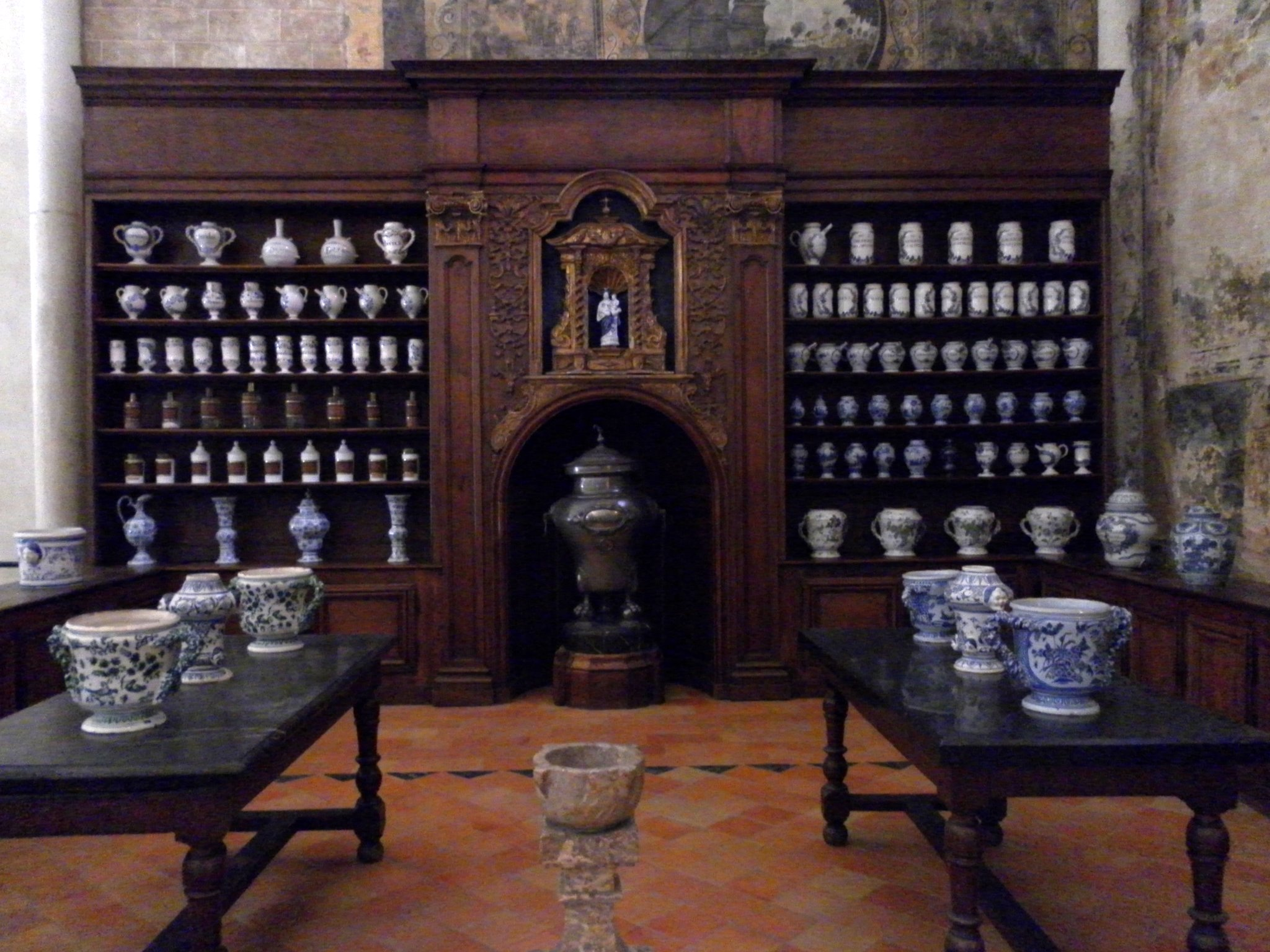
La botica
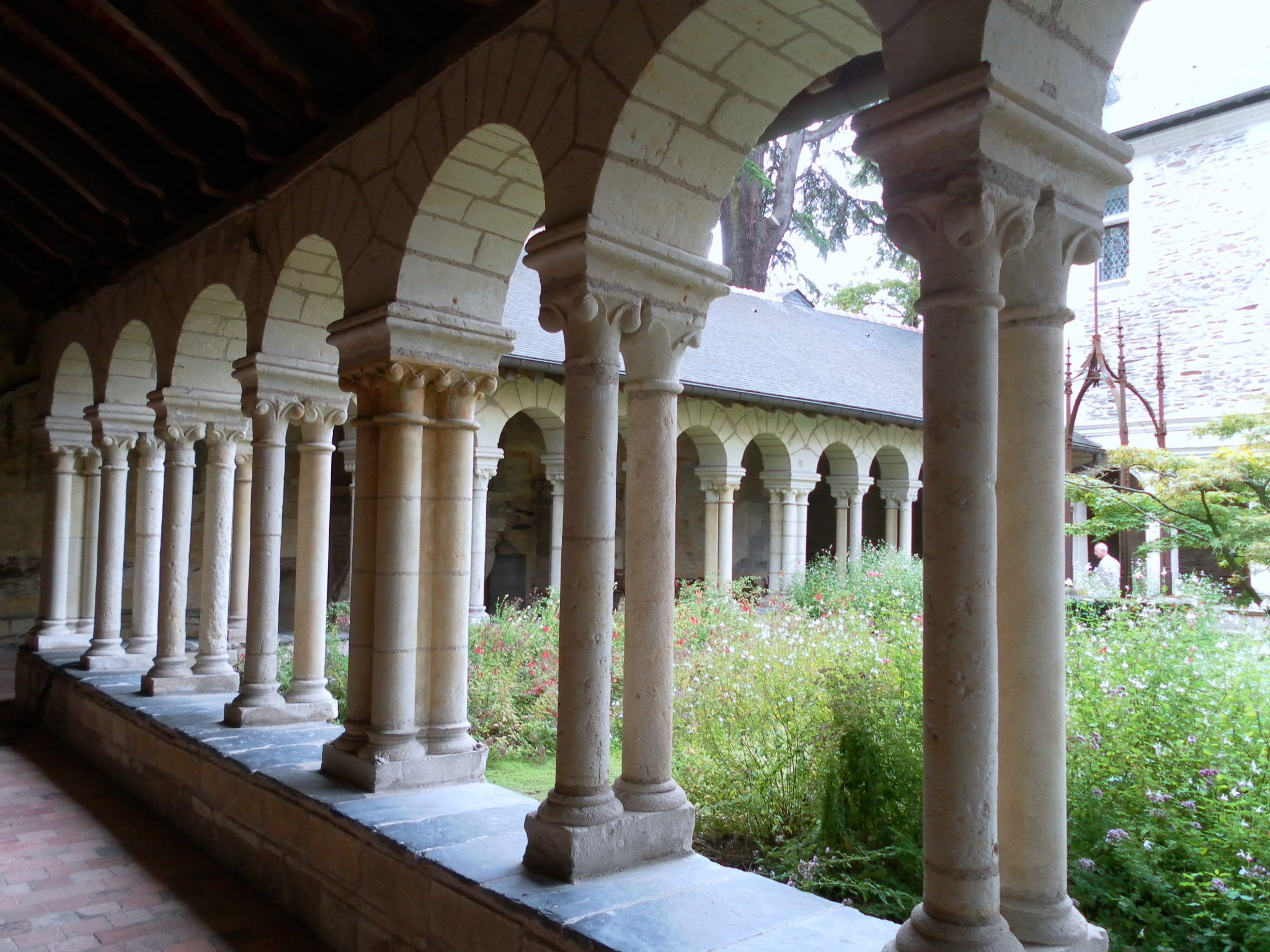
Vista del claustro
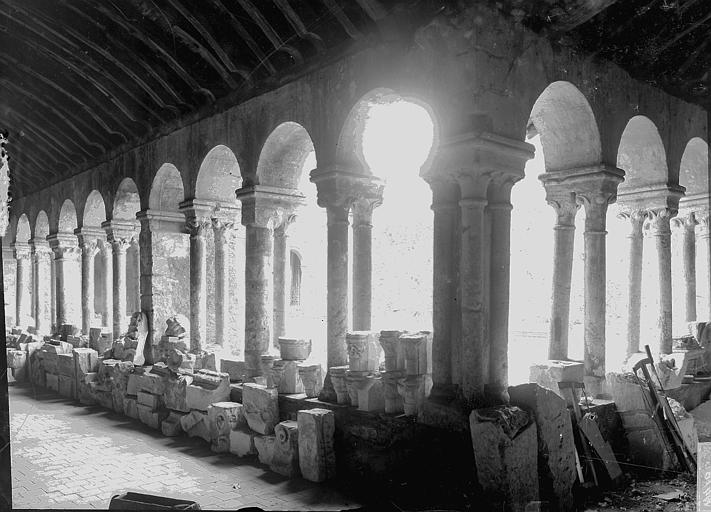
Vista del claustro ocupado por un almacén lapidario, en la época del museo arqueológico
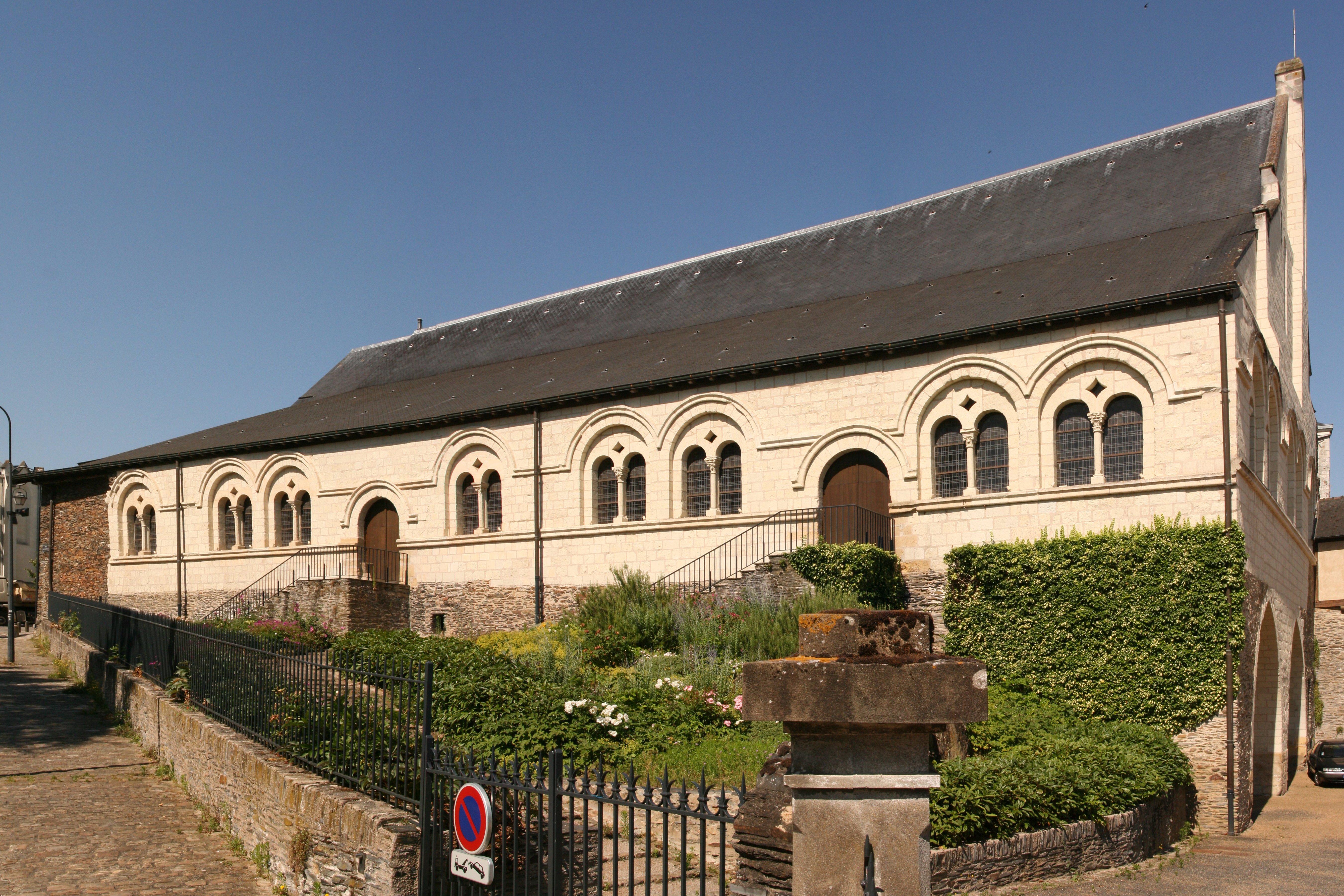
Los graneros Saint-Jean, lugar de almacenamiento de los alimentos en la época del hospital, hoy lugar de exposiciones y de espectáculos.

## El museo Jean Lurçat
En 1966, después de la muerte del pintor, ceramista y tapicero francés Jean Lurçat (1892 -1966), la villa de Angers adquirió a su esposa Simone Lurçat su principal tapiz, Chant du monde, para hacerse eco de la mayor colección de tapices medievales conocida, el Tapiz del Apocalipsis.  La obra fue colocada en el antiguo hospital de San Juan, en Angers, que se convirtió así en el museo Jean Lurçat y de la tapicería contemporánea.